# Umifenovir
Umifenovir (nome commerciale Arbidol in russo: Арбидол, in cinese: 阿比朵尔) è prodotto da Pharmstandard (in russo: Фармстандарт) ed è un farmaco antivirale utilizzato nell'infezione influenzale, commercializzato in Russia e in Cina.
Chimicamente, umifenovir presenta un core indolico esso è: 1-metil-2-feniltioometil-3-carbetossi-4-dimetilamminometil-5-ossibromoindolo o 1-metil-2-feniltiometil-3-carbetossi-4-dimetilamminometil-5-ossibromoindolo monoidrato. 
Si ritiene che il farmaco sia in grado di inibire l'ingresso virale nelle cellule bersaglio e stimoli la risposta immunitaria. L'interesse per il farmaco è stato rinnovato a seguito dell'epidemia di SARS-CoV-2.
Sebbene alcuni studi russi abbiano mostrato la sua efficacia, esso non è approvato per l'uso in altri paesi.
L'umifenovir non è approvato dalla FDA statunitense per il trattamento o la prevenzione dell'influenza.
Umifenovir è prodotto e commercializzato in compresse, capsule e sciroppo.

## Farmacodinamica
L'umifenovir insieme all'azione antivirale specifica contro i virus dell'influenza A e B, presenta effetti modulatori sul sistema immunitario. Il farmaco stimola una risposta immunitaria umorale, inducendo la produzione di interferone e stimola anche la funzione fagocitaria dei macrofagi.

## Attività clinica
L'attività clinica accertata dell'unifenovir è la prevenzione e trattamento dell'influenza.
La casistica modesta e il ridotto numero di studi non consente, al marzo 2020, di trarre conclusioni certe sull'efficacia nella COVID-19.
Al marzo 2020 sono stati pubblicati 4 lavori che studiano l'umifenovir nell'infezione da COVID-19.
In un piccolo studio l'unifenovir è stato associato su 4 pazienti con lopinavir/ritonavir e Shufeng Jiedu Capsule, una medicina tradizionale cinese.
Uno studio di questi è stato condotto su 18 pazienti con infezione COVID-19 e l'umifenovir è stato associato a lopinavir/ritonavir rispetto al gruppo di controllo dove è stato usato solamente l'associazione lopinavir/ritonavir. Nel gruppo dell'umifenovir i risultati, alle TAC di controllo, sono stati superiori rispetto al gruppo di controllo. In un'altra ricerca di tipo retrospettivo su 69 pazienti il trattamento antivirale, in cui è stato usato anche l'unifenovir, si è avuta la tendenza a migliorare il tasso di dimissione e ridurre il tasso di letalità.

## Effetti collaterali
Secondo le istruzioni del prodotto, il farmaco è ben tollerato e presenta una bassa tossicità (dose letale mediana (LD50)> 4 g/kg). Con l'eccezione delle possibili reazioni allergiche, i principali effetti collaterali comprendono nausea, diarrea, vertigini e transaminasi sierica elevata. Il tasso di reazioni avverse ai farmaci è di circa il 6,2%.